# El Olvidado (cómic)
El Olvidado (the Forgotten One en inglés) (también conocido como Héroe y Gilgamesh) (Hye-Min) es un superhéroe Surcoreano que aparece en los cómics estadounidenses publicados por Marvel Comics. Apareció por primera vez en The Eternals # 13 (julio de 1977) y fue creado por Jack Kirby. Es miembro de la raza oculta casi inmortal conocida como los Eternos. También fue miembro de Los Vengadores.
En 2019, se anunció que Don Lee interpretaría a Gilgamesh en el universo cinematográfico de Marvel, debutando en Eternals (2021).

## Historial de publicación
Jack Kirby creó El Olvidado y apareció por primera vez en The Eternals # 13 (julio de 1977).

## Biografía ficticia
Durante sus milenios de actividad, el aventurero y guerrero Olvidado ha usado los nombres de o ha sido confundido con numerosos héroes de mitos y leyendas, como Hércules y Gilgamesh. Se convirtió en un marginado de sus compañeros Eternos cuando su gobernante, Zuras, decretó que había sido demasiado orgulloso como entrometido en el mundo mortal y lo había confinado a un sector del Olimpo. Finalmente, el Eterno conocido como Sprite lo convenció de salir del exilio y viajar a la nave nodriza de la Cuarta Hueste de los Celestiales para ayudar a los Eternos en la batalla contra los Desviados.
Tras esta batalla, fue rebautizado como Héroe por El Que Está Por Encima De Todo, el líder de los alienígenas Celestiales, que habían creado a los Eternos y a los Desviados. Tras perder un combate contra Thor, Héroe y los demás Eternos ayudaron a Thor a enfrentarse a la hueste de los Celestiales, que pretendían destruir a la Humanidad. Héroe también luchó contra Hércules.
Héroe más tarde volvió a ser conocido como El Olvidado. Ayudó a los otros Eternos en la batalla contra Ghaur.
Más tarde, cuando el grupo de los Vengadores quedó prácticamente vacío, el Olvidado se unió a ellos por un tiempo. Se renombró a sí mismo como Gilgamesh, poniéndose un traje que recordaba a la piel del Toro del Cielo y actuando como matador de monstruos. Ayudó a los Vengadores en las luchas contra el Hombre Creciente, Nanny, el Príncipe de los Huérfanos y los demonios de N'astirh. Participó en la batalla de los Vengadores contra Supernova, y les ayudó a enfrentarse a los U-Foes. Asimismo tomó parte en su conflicto con los Hombres de Lava, y de algún modo quedó gravemente herido durante la batalla. Gilgamesh fue llevado al Olimpo, el hogar de los Eternos, que había caído temporalmente en la Zona Negativa, a fin de recuperarse de sus heridas. Allí se enfrentó a Blastaar, que había desintegrado temporalmente a los demás Eternos. Gilgamesh abandonó a los Vengadores durante ese tiempo, pues su esencia había quedado atada al Olimpo. Posteriormente se recuperó de sus heridas y derrotó al hechicero B'Gon, ganándose así una reputación heroica en la Tierra moderna. Gilgamesh fue visto más tarde entre los superhumanos seleccionados por Ella como parejas potenciales.
Él volvió a la Mansión de los Vengadores durante "El Cruce", un crossover, sólo para ser asesinado por Neut, un agente del viajero del tiempo Immortus, que en aquel momento se hacía pasar por Kang el Conquistador. Posteriormente se mostró a Gilgamesh vivo, y una vez más asociado a sus compañeros Eternos. Había perdido la memoria debido a un cambio de realidad creado por Sprite. Vivía como el hombre fuerte del circo en Brasil. Ajak lo engañó al matar a Makkari y dañar la máquina de resurrección de los Eternos. Más tarde, se asoció con Hércules y después de eso, viajó a Deviant Lemuria, donde ayudó a Thor, quien estaba luchando contra los desviados liderados por Ghaur.

## Poderes y habilidades
El Olvidado es un miembro de la raza de los Eternos, y posee una serie de habilidades sobrehumanas comunes a los Eternos, pero ha entrenado algunas de ellas mucho más de lo normal. Aunque sus límites exactos son desconocidos, su inmensa fuerza sobrehumana le convierte en el Eterno más fuerte conocido, excepto por los eternos de primera generación. Se ha visto que su fuerza rivaliza con la de Thor y Hércules a tal punto que ha sido capaz de levantar el peso de un planeta promedio sin esfuerzo alguno.
Como todos los otros Eternos, el Olvidado es prácticamente inmortal. No ha envejecido desde que llegó a la edad adulta y es inmune a todas las enfermedades conocidas. Además, su cuerpo es altamente duradero y resistente a los daños físicos. Es capaz de resistir balas de gran calibre, caídas desde grandes alturas, poderosas conmociones y temperaturas extremas sin ser herido. Dicho esto, es posible herirle permanente o mortalmente interrumpiendo la disciplina mental que mantiene sobre su cuerpo, que normalmente le permite controlar cada una de sus moléculas y así regenerar cualquier tejido dañado o destruido.
Otras habilidades que tiene en común con la mayoría de los demás Eternos incluyen el poder para levitar y volar a gran velocidad, proyectar rayos de fuerza conmocionante o de calor con sus ojos y manos, y manipular la materia. No se sabe hasta qué grado estos poderes se han desarrollado en comparación con otros Eternos, pero se cree que los dos primeros mencionados están dentro de la media. Una antigua ceguera le hizo desarrollar enormemente el resto de sus sentidos, lo que le convierte en un excelente cazador y rastreador.
El Olvidado es uno de los combatientes más hábiles en cuerpo a cuerpo de los Eternos. Posee una extraordinaria capacidad para luchar mano, y conoce la mayoría de artes marciales creadas por las antiguas civilizaciones de la Tierra. En ocasiones viste una armadura de combate de composición desconocida, y suele ir armado con simples armas de mano como un hacha, una lanza o una maza.

## Otros personajes
Otros personajes han usado la identidad de Gilgamesh o de Héroe:
- El Guerrero Eterno fue llamado Gilgamesh en Marvel Preview #12.

- Jimmy Rogers creó a Héroe para que le salvase de unos monstruos en Venus #17.

## Recepción
Newsarama clasificó al personaje, como Gilgamesh, como el segundo peor miembro de los Vengadores comentando: "¿Qué dices? ¿No estás familiarizado con Gilgamesh, el antiguo héroe sumerio? ¿Y por qué este tipo lleva una vaca en la cabeza? Digamos que hay una razón por la que este tipo se llama "El Olvidado". Tal vez la próxima vez puedas conseguir a Mithras, o al menos a Marduk".

## En otros medios

### Película
- Don Lee interpretará a Gilgamesh en la película de acción en vivo Eternals.[17] Esta versión tiene una relación cercana con Thena y la vigila cuando se vuelve "loca cansada". Gilgamesh vivía con Thena en Australia cuando sus excompañeros de equipo los reclutaron para detener la Emergencia y salvar la Tierra. Gilgamesh acompañó a sus compañeros de equipo para localizar a Druig, aunque cuando el complejo fue atacado por los Deviants, se quedó atrás para defenderse de los monstruos atacantes para proteger a Thena. Gilgamesh fue abrumado y asesinado por el Deviant Kro y muere en los brazos de Thena, diciéndole que recuerde quién es.